# Padilla astina
Padilla astina är en spindelart som beskrevs av Daniela Andriamalala 2007. Padilla astina ingår i släktet Padilla och familjen hoppspindlar. Inga underarter finns listade i Catalogue of Life.